# E la vita, la vita/E gira il mondo
E la vita, la vita/E gira il mondo è l'ottavo singolo del duo Cochi e Renato, pubblicato nell'ottobre 1974 come unico estratto dal loro terzo album E la vita, la vita. Il disco contiene la sigla di chiusura della trasmissione televisiva Canzonissima.

## Descrizione
Secondo singolo pubblicato da Cochi e Renato con la casa discografica Derby, di proprietà della CGD, e distribuito dalle Messaggerie Musicali; i due brani sono arrangiati da Enzo Jannacci, cui viene affidata anche la direzione dell'orchestra, mentre la produzione è ancora una volta di Achille Manzotti.
E la vita, la vita, scritta da Enzo Jannacci e Renato Pozzetto, è la sigla di chiusura dell'edizione del 1974 della trasmissione televisiva Canzonissima, condotta da Raffaella Carrà e a cui partecipano gli stessi Cochi e Renato, protagonisti di uno sketch a metà di ogni puntata, che diventano il motivo di maggior interesse da parte del pubblico nei confronti della trasmissione, qui alla sua ultima edizione. Il carattere surreale del brano era amplificato dagli sketch recitati dai due interpreti nella sigla: quegli sketch per nulla didascalici, semmai aumentano l'effetto di straniamento.
Il lato B del disco contiene invece il brano E gira il mondo, scritto da Jannacci e Cochi Ponzoni.
Entrambi i brani sono presenti anche nell'LP E la vita, la vita. La titletrack E la vita, la vita, comparirà in molte delle raccolte del duo, anche con grafie alternative (E la vita la vita; E, la vita la vita; E, la vita, la vita): Ritratto di... Cochi e Renato (1976), Il + meglio di Cochi e Renato (1995), ...Le canzoni intelligenti (2000), Le più belle canzoni di Cochi & Renato (2006), Cochi & Renato (2008), Playlist (2016). E gira il mondo, oltre che nell'album E la vita, la vita, compare solamente nella raccolta Cochi & Renato del 2008. 
Una nuova versione di E la vita, la vita viene eseguita da Cochi e Renato nel loro album post-reunion del 2007 Finché c'è la salute, pubblicato dall'etichetta discografica Sugar.
Tra il 1974 e il 1975 il singolo ottiene un grande successo, salendo ai primi posti della classifica nel dicembre del 1974, raggiungendo il 3º posto a fine mese e divenendo, così, con il 13º posto, tra i singoli più venduti del 1974. Alla fine della messa in onda della trasmissione Canzonissima, il 4 gennaio del 1975, raggiunge il primo posto della classifica, rimanendovi stabilmente per tutto il mese di gennaio. Viene scalzato dalla prima posizione solamente a fine mese dalla canzone vincitrice della stessa Canzonissima: Un corpo, un'anima di Wess & Dori Ghezzi.

## Tracce
LATO A
1. E la vita, la vita (testo: Renato Pozzetto – musica: Enzo Jannacci; edizioni musicali Impala)

LATO B
1. E gira il mondo (testo: Cochi Ponzoni – musica: Enzo Jannacci; edizioni musicali Impala)

## Crediti
- Cochi Ponzoni - voce, chitarra
- Renato Pozzetto - voce, chitarra
- Enzo Jannacci - arrangiamenti, direzione artistica
- Achille Manzotti - produzione

## Cover
- Claudio Baglioni nell’album Anime in gioco del 1997 canta E la vita, la vita con Enzo Jannacci.
- Nel 2016 Biggo e Mandelli cantano E la vita, la vita nella serata dedicata alle cover.
- Alla serata finale del Festival di Sanremo 2019 viene trasmesso un filmato pre-registrato sul red carpet che vede Lo Stato Sociale cantare E la vita, la vita assieme a Renato Pozzetto.[13]